# Baranie Rogi

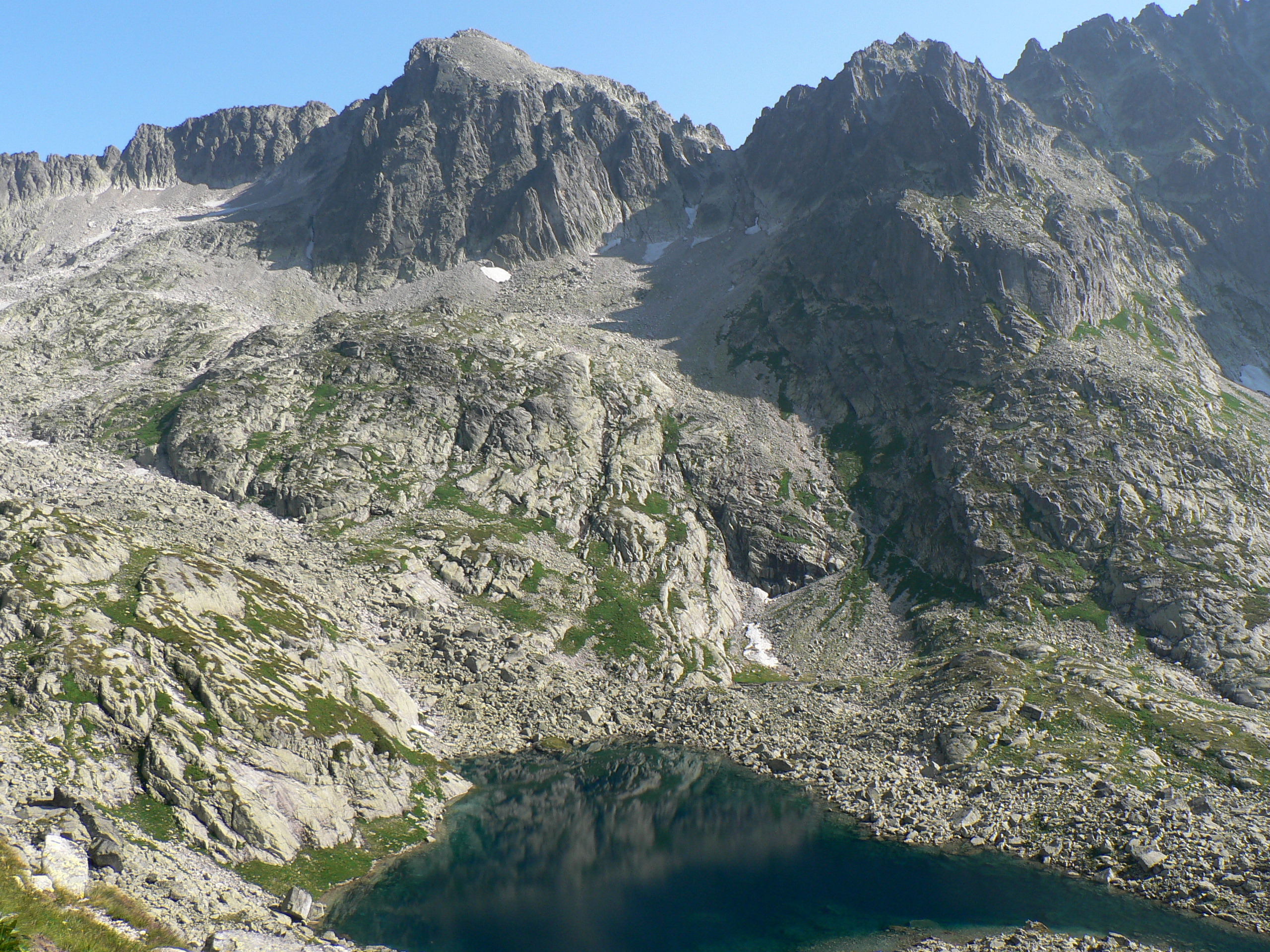
Baranie Rogi i Spiska Grzęda ze szlaku na Czerwoną Ławkę, w dole Wielki Staw Spiski

Baranie Rogi (słow. Baranie rohy, niem. Grünseespitze, węg. Zöld-tavi-csúcs) – szczyt o wysokości 2530 m n.p.m. (według wcześniejszych pomiarów 2526 lub 2536 m) położony w pobliżu głównej grani Tatr, na terenie Słowacji. W grani głównej, pomiędzy Śnieżnym Szczytem (Snehový štít) a Czarnym Szczytem (Čierny štít, 2429 m) znajduje się Wyżni Barani Zwornik (Vyšná Barania strážnica), od niego odchodzi grań południowo-wschodnia, w której za Wyżnią Baranią Ławką (Barania priehyba) znajdują się obydwa wierzchołki Baranich Rogów.
Wyżni Barani Zwornik od masywu Śnieżnego Szczytu oddziela Śnieżna Przełęcz (Ľadové sedlo, 2354 m), a od Czarnego Szczytu – Przełęcz Stolarczyka (Stolarczykovo sedlo, 2377 m) i Papirusowe Turnie. W grani opadającej na Przełęcz Stolarczyka wyróżnia się jedynie Barania Kazalnica, natomiast pomiędzy Wyżnim Baranim Zwornikiem a Śnieżną Przełęczą położone są kolejno od góry:
- Pośrednia Barania Ławka (Sedlo baraních strážnic),
- Barani Kopiniak (Hrebeň baraních strážnic),
- Niżnia Barania Ławka (Nižná barania lávka),
- Niżni Barani Zwornik (Nižná Barania strážnica), od którego na północ odchodzi Barania Grań (hrebeň Baraních veží),
- Wyżnie Baranie Wrótka (Vyšné baranie vrátka),
- Barani Kopiniaczek (Baraní mních),
- Pośrednie Baranie Wrótka (Prostredné baranie vrátka),
- Baranie Czuby (Baranie hrby) – odcinek grani rozdzielony na pół Niżnimi Baranimi Wrótkami (Nižné baranie vrátka)[3][4].

Wierzchołki Baranich Rogów są rozdzielone Baranią Szczerbą (Barania škára). W grani opadającej z głównego wierzchołka na południowy wschód znajdują się (od góry):
- Przełączka za Baranią Basztą (Sedlo za Baraňou baštou),
- Barania Baszta (Barania bašta),
- Przełączka za Baranim Mnichem (Sedlo za Baraním mníchom) o dwóch siodłach rozdzielonych Baranim Mniszkiem (Baraní mníšik),
- Barani Mnich (Baraní mních),
- Barania Przełęcz (Baranie sedlo, 2389 m) – głęboko wcięta przełęcz, której nazwa pochodzi od sąsiadującego z nim szczytu[3].

Za Baranią Przełęczą grań ciągnie się dalej na południowy wschód. Znajduje się w niej wiele obiektów, do największych należą:
- Spiska Grzęda (Spišský štít, 2482 m),
- Mały Durny Szczyt (Malý Pyšný štít),
- Durny Szczyt (Pyšný štít, 2622 m),
- Klimkowa Przełęcz (Bachledova štrbina),
- Łomnica (Lomnický štít, 2633 m)[5][2].

Masyw Baranich Rogów góruje nad:
- Doliną Czarną Jaworową (Čierna Javorová dolina) – odgałęzienie Doliny Jaworowej; górne piętro doliny, Barani Bańdzioch, podchodzi pod Wyżni Barani Zwornik, nie pod sam wierzchołek Baranich Rogów;
- Doliną Pięciu Stawów Spiskich (Kotlina Piatich Spišských plies) – odnoga Doliny Małej Zimnej Wody (Malá Studená dolina); pod samym wierzchołkiem rozciągają się Baranie Pola (na zachód od niego) i Barani Ogród (na południe);
- Doliną Dziką (Veľká Zmrzlá dolina) – jedno z rozgałęzień Doliny Zielonej Kieżmarskiej (Dolina Zeleného plesa), będącej odnogą Doliny Kieżmarskiej (Dolina Kežmarskej Bielej vody). Górne piętro Doliny Dzikiej to Barania Kotlina[5].

Z Wyżniej Baraniej Ławki na południe opada Barani Żleb, natomiast na południe od głównego wierzchołka masywu rozciąga się Barania Galeria – rozległy taras kończący się w dole urwistymi ścianami, dzięki którym Baranie Rogi mają od tej strony charakterystyczny kształt. W ścianach tych położone są Baranie Koryto i Barania Drabina. Baranie Pola i Barani Ogród od dolnych pięter Doliny Pięciu Stawów Spiskich oddzielają skaliste formacje: Wyżnie Baranie Spady i Niżnie Baranie Spady.

## Taternictwo
Baranie Rogi należą do Wielkiej Korony Tatr. Pierwsze odnotowane wejścia na szczyt:
- latem: ks. Józef Stolarczyk i ks. Ambroży Reformat (Tomasz Trausyl) i przewodnicy: Wojciech Gąsienica Kościelny, Wojciech Ślimak, Szymon Tatar starszy i Jędrzej Wala starszy, przed 17 września 1867 r.,
- zimą: Tibold Kregczy, Lajos Rokfalusy, Zoltán Votisky, 17 kwietnia 1911 r.[6]

Na szczyt nie prowadzi znakowany szlak turystyczny. Należy on do grupy łatwo dostępnych wierzchołków, ale wejście jest możliwe tylko w towarzystwie przewodnika.
Nazwa szczytu związana jest z jego kształtem – oglądanym od północnego zachodu, podobnym do baraniego łba z dwoma rogami. Nazwy niemiecka i węgierska wiążą się z pobliskim Zielonym Stawem Kieżmarskim.